# Благодійний фонд Родини Жебрівських
«Благодійний фонд Родини Жебрівських» — благодійна організація, створена 2011 року Філею Жебровською — українським економістом, головою наглядової ради ПАТ «Фармак».

## Діяльність
Основні напрями: освітня, оздоровча та культурна діяльність, з 2022 року пріоритетом фонду є допомога армії. Зазвичай замість виділення грошей фонд закуповує і передає необхідне на передову.
Фонд надає підтримує школи обладнанням, ремонтами тощо. Під час війни значна частину допомоги спрямували на облаштування укриття у школах[джерело?]. Надає допомогу важкопораненим військовим[джерело?].
Одним із найвідоміших об'єктів, що реконструювався на кошт фонду — костел Святого Миколая в Києві[джерело?].
У березні 2020 фонд виділив 10 млн грн на боротьбу з COVID-19. Із релігійною місією «Карітас-Спес» забезпечили священників Київсько-Житомирської дієцезії Римо-католицької церкви масками та індивідуальними дезрозчинами.